# سال‌شمار هسته‌ای ایران
- ۱۹۵۷

ایران و آمریکا در چارچوب برنامه اتم برای صلح که آیزنهاور پیشنهاد کرده بود قرارداد همکاری در زمینه‌های غیرنظامی اتمی امضا کردند. بر پایه این قرارداد ایران چند کیلوگرم اورانیوم غنی‌شده برای مصرف پژوهشی از آمریکا دریافت می‌کرد.
- ۱۹۵۷

مرکز مؤسسه علوم هسته‌ای که زیر نظر سازمان پیمان مرکزی (سنتو) اداره می‌شد، از بغداد به تهران منتقل شد.
- ۱۹۵۹

به دستور محمدرضا شاه یک مرکز پژوهش هسته‌ای در دانشگاه تهران تأسیس شد.
- ۱۹۶۰

ایران مقدمات خرید یک رآکتور هسته‌ای پژوهشی ۵ مگاواتی را برای دانشگاه تهران فراهم می‌کند.
- دهه ۱۹۶۰

آمریکا همراه با فروش رآکتور هسته‌ای به ایران، چند اتاقک داغ نیز به ایران می‌فروشد.
- ۱۹۶۱

وزارت خارجه آمریکا با طرح ستاد مشترک آمریکا برای استقرار سلاح‌های اتمی در ایران مخالفت می‌کند.
- ۱۹۶۷

آمریکا ۵٫۵۴۵ کیلوگرم اورانیوم غنی شده برای استفاده در رآکتور پژوهشی به ایران تحویل داد. همچنین ۱۱۲ گرم پلوتونیوم نیز به عنوان راه‌انداز رآکتور تحویل شد.
- ۱۹۶۸

ایران پیمان‌نامه منع گسترش سلاح‌های هسته‌ای را در همان روزی که برای امضا ارائه شد، امضا کرد.
- ۱۹۶۹

کمیساریای انرژی اتمی فرانسه با تعمیر رآکتور تهران موافقت کرد.
- ۱۹۶۹

آمریکا قرارداد هسته‌ای با ایران را به مدت ده سال دیگر تمدید کرد.
- ۱۹۷۰

پیمان‌نامهٔ منع گسترش سلاح‌های هسته‌ای به تصویب مجلس رسید
- ۱۹۷۲

دولت ایران اعلام کرد که قصد دارد در ده‌سال آینده چند نیروگاه برق اتمی تهیه کند و وزارت نیرو بررسی در مورد امکان ساخت نیروگاه در جنوب ایران را آغاز کرد.
- ۱۹۷۳–۱۹۷۶

دولت پرونیست آرژانتین معاملات مخفیانه‌ای در زمینه هسته‌ای با ایران انجام داد.
- ۱۹۷۴

ایران وامی به مبلغ یک میلیارد دلار به کمیساریای انرژی اتمی فرانسه داد. از این وام برای ساخت کارخانه غنی‌سازی اورانیوم (متعلق به کنسرسیوم اورودیف) در تریکاستن استفاده شد. در مقابل ایران صاحب ۱۰٪ از سهام این کارخانه شد.
- ۱۹۷۴

شاه ایران تشکیل سازمان انرژی اتمی ایران را اعلام کرد. سرپرست این سازمان دکتر اکبر اعتماد بود که در سوئیس در رشته فیزیک تحصیل کرده بود. این سازمان مستقیماً زیر نظر شاه اداره می‌شد.
- ۱۹۷۴

وزیر خارجه آمریکا به سفیر ایران گفت که آمریکا آمادهٔ بررسی امکانات همکاری بیشتر اتمی بین ایران و آمریکا است.
- ۱۹۷۴

دکتر دیکسی‌لی، رئیس کمیسیون انرژی اتمی آمریکا از امکان تأسیس یک مرکز منطقه‌ای برای غنی‌سازی و بازفرآوری اورانیوم در ایران سخن گفت.
- ۱۹۷۴

پس از سفر ایندیرا گاندی نخست‌وزیر هند به ایران، دو کشور بیانیه مشترکی انتشار دادند که در آن از تماس بین سازمان‌های انرژی اتمی دو کشور برای همکاری در این زمینه سخن رفته بود.
- ۱۹۷۴

دریابان اُسکار آرماندو کیهیات رئیس پیشین کمیسیون انرژی اتمی آرژانتین به ایران رفت و در مورد انرژی هسته‌ای به ایران مشاوره داد.
- ۱۹۷۴

رئیس کمیسیون انرژی اتمی آمریکا پس از سفر به ایران به این کشور در مورد همکاری‌های آینده آمریکا در زمینه انرژی هسته‌ای اطمینان داد.
- ۱۹۷۴

شاه ایران در سخنانی گفت که ایران «بدون شک و زودتر از آنچه فکر کنید» به سلاح اتمی دست خواهد یافت. این سخنان را سفارت ایران در فرانسه تکذیب کرد و شاه نیز بعداً با عقب‌نشینی گفت که نه فقط ایران بلکه کشورهای منطقه نیز نباید به دنبال ایجاد زرادخانه هسته‌ای باشند.
- ۱۹۷۴

شاه و اکبر اعتماد به پاریس رفتند و قراردادهائی برای ایجاد پنج نیروگاه ۱۰۰۰ مگاواتی، دریافت اورانیوم لازم و نیز تأسیس یک مرکز پژوهشی با فرانسه منعقد کردند.
- ۱۹۷۴

ایران و آمریکا به توافقی مقدماتی برای تحویل دو نیروگاه هسته‌ای و دریافت اورانیوم غنی شده دست یافتند.
- ۱۹۷۴

برخی منابع از تمایل ایران به خرید منظم اورانیوم از استرالیا اشاره کردند.
- ۱۹۷۴

در یکی از مدارک وزارت خارجه آمریکا از آماده شدن ایران و آمریکا برای توافق در تحویل دو نیروگاه و اورانیوم «به هر میزان که شاه می‌خواهد» اشاره شد.
- ۱۹۷۴

ایران قراردادی با شرکت کرافت‌ورک اونیون (کا.و. او) برای خرید دو نیروگاه آب تحت فشار ۱۲۰۰ مگاواتی برای نصب در بوشهر امضا کرد. همچنین قراردادی با شرکت فراماتوم فرانسه برای خرید دو نیروگاه ۹۰۰ مگاواتی برای نصب در بندرعباس امضا شد. بر اساس این قراردادها شرکت آلمانی و شرکت فرانسوی اورانیوم غنی شده اولیه را نیز تحویل می‌دند و نیاز ایران برای دهسال بعد را نیز تأمین می‌کنند.
- ۱۹۷۴

ایران و آمریکا توافق می‌کنند که کمیسیون مشترکی برای تقویت روابط دو کشور در زمینه‌های گوناگون، به‌ویژه در زمینه انرژی هسته‌ای تشکیل دهند. در همین حال قراردادهای موقت برای تحویل سوخت غنی شده برای هشت نیروگاهی که قرار است آمریکا در ایران بسازد نیز تهیه شد. هر دو طرف توافق کردند که از گسترش سلاح‌های هسته‌ای مطابق با پیمان‌نامه منع گسترش سلاح‌های هسته‌ای جلوگیری کنند.
- میانه دهه ۱۹۷۰

دانمارک ده کیلوگرم اورانیوم بسیار غنی‌شده و ۲۵ کیلوگرم اورانیوم طبیعی برای استفاده در رآکتور پژوهشی به ایران فروخت.
- ۱۹۷۵

گفته می‌شود سازمان انرژی اتمی ایران ۱۵۰ کارمند دارد که در زمینه فیزیک هسته‌ای تحصیل کرده‌اند.
- ۱۹۷۵

نماینده ایران در کنفرانس خلع سلاح ژنو بر مخالفت ایران با تولید سلاح اتمی تأکید می‌کند. شاه نیز می‌گوید که داشتن سلاح اتمی برای ایران با در نظر گرفتن زرادخانه‌های آمریکا و شوروی «مسخره» است.
- ۱۹۷۵

هنری کیسینجر وزیرخارجه آمریکا و هوشنگ انصاری وزیر اقتصاد ایران قرارداد تجاری گسترده‌ای را امضا کردند که در آن خرید هشت رآکتور به مبلغ ۶٫۴ میلیارد دلار نیز پیش‌بینی شده بود.
- ۱۹۷۵

روسای کمیسیون‌های انرژی اتمی کشورهای عضو پیمان عمران منطقه‌ای دیدار کردند تا در مورد نحوه همکاری در یک کمیسیون واحد انرژی اتمی مذاکره کنند.
- ۱۹۷۵

ایران و هند توافقنامه‌ای برای همکاری‌های هسته‌ای امضا کردند.
- ۱۹۷۵

شاه ایران گفت ایران تمایلی به کسب سلاح‌های هسته‌ای ندارد ولی اگر کشورهای کوچک به ساختن این سلاح‌ها بپردازند ایران ممکن است در این سیاست خود بازنگری کند.
- ۱۹۷۵

کمیسیون مشترک ایران و آمریکا در یادداشتی به هنری کیسینجر وزیرخارجه آمریکا اطلاع داد که ایران علاقه‌مند به خرید حداقل چهار رآکتور دومنظوره و کارخانه‌های آب‌شیرین کن است که بهای هرکدام یک میلیلرد دلار است و قرارداد آن ممکن است به شرکت‌های آمریکایی داده شود.
- ۱۹۷۵

ایران اصرار دارد که تأسیسات بازفرآوری سوخت اتمی در ایران نصب شود. مذاکرات آمریکا و ایران در این مورد ادامه یافت.
- ۱۹۷۵

کمیسیون مشترک ایران و آمریکا در واشینگتن ادامه یافت. وزارت خارجه آمریکا اطلاع داد که دو طرف در مورد استفاده غیرنظامی ایران از انرژی اتمی، که شامل تبادل اطلاعات و تجهیزات و اورانیوم غنی‌شده خواهد بود، پیشرفت‌هایی داشته‌اند.
- ۱۹۷۵

مقامات اداره کل تحقیق و توسعه انرژی آمریکا فهرستی از کشورهایی را که احتمال دستیابی به سلاح هسته‌ای دارند، اعلام کرده‌اند. این کشورها به ترتیب احتمال دسترسی عبارت‌اند از: هند، تایوان، کره جنوبی، پاکستان، اندونزی و ایران.
- ۱۹۷۵

در گزارشی که برای هنری کیسینجر وزیرخارجه آمریکا تهیه شده‌است گفته می‌شود که یکی از مسائل حل نشده مذاکرات هسته‌ای ایران و آمریکا آن است که آیا باید به ایران اجازه بازفرآوری پلوتونیوم تحویلی آمریکا را داد یا نه. ایران از نظر مربوط به ایجاد یک کارخانه بازفرآوری چند ملیتی استقبال می‌کند ولی می‌خواهد که در صورت موافقت با این امر به ایران اجازه داده شود که خود نیز با «حسن نیت» به بازفرآوری سوخت هسته‌ای بپردازد.
- ۱۹۷۵

در یادداشتی از وزارت حارجه آمریکا گفته شده‌است که پاکستان انتظار دارد ۵۰٪ از هزینه ساختن کارخانه بازفرآوری سوخت هسته‌ای خود را از بازفرآوری سوخت مصرف شده ایران و ژاپن جبران کند.
- ۱۹۷۵

یک گروه آلمانی از شرکت کرافت‌ورک اونیون (کا.و. او) کار برای نیروگاه بوشهر را، براساس تفاهم‌نامه امضا شده، شروع کرد. قرارداد این کار در سال ۱۹۷۶ امضا شد.
- ۱۹۷۵

بودجه سازمان انرژی اتمی ایران از ۳۰ میلیون دلار به یک میلیارد دلار افزایش یافت.
- ۱۹۷۶

ایران تمایل خود را به دستیابی به فناوری غنی‌سازی اورانیوم ابراز کرد. ایران قصد داشت یک دستگاه غنی‌ساز لیزری از شرکت آمریکایی لیشم بخرد. رئیس بخش صادرات وزارت انرژی آمریکا گفت که ما مطمئن هستیم که این سیستم کارآئی برای غنی‌سازی اورانیوم نیست و کارشناسان ما مشکلی با این معامله ندارند.
- ۱۹۷۶

آفریقای جنوبی با فروش ۷۰۰ میلیون دلار کیک زرد به ایران در مقابل تأمین اعتبار برای کارخانه غنی‌سازی اورانیوم موافقت کرد.
- ۱۹۷۶

شرکت کرافت‌ورک اونیون برنده قرارداد ساخت نیروگاه هسته‌ای در ایران شد و سفارشی برای تحویل چهار مولد بخار به شرکت ایتالیائی آنسالدو داد.
- ۱۹۷۶

جفری ارکنز کارشناسی که در پروژه‌های محرمانه غنی‌سازی اورانیوم آمریکا کار می‌کرد به ایران سفر کرد تا مذاکراتی در مورد تحویل یک سیستم غنی‌سازی لیزری که خودش طرح کرده‌است با ایران انجام دهد.
- ۱۹۷۶

آمریکا ۲۲۶ کیلوگرم اورانیوم تضعیف شده برای استفاده به عنوان وزنه تعادل در هواپیما به ایران داد.
- ۱۹۷۶

سازمان انرژی اتمی ایران قراردادی به مبلغ ۷٫۸ میلیارد دلار با شرکن کرافت‌ورک اونیون برای ساخت نیروگاه بوشهر امضا کرد. این قرارداد شامل ساخت دو واحد آب سبک تخت فشار هریک با بازده ۱۲۹۶ مگاوات است. همچنین قراردادهایی برای تحویل ۲۰۰۰۰۰ متر مکعب آب خالص و سوخت مورد نیاز برای نیروگاه امضا شد.
- ۱۹۷۶

مذاکرات ایران و آمریکا پس از اختلاف بر سر تضمین‌های ایمنی قطع شد.
- ۱۹۷۶

والری ژیسکار دستن رئیس‌جمهور فرانسه با تحویل فوری دو رآکتور و تحویل آتی شش رآکتور دیگر به ایران موافقت کرد.
- ۱۹۷۷

ایران با پرداخت ۱۸۰ میلیون دلار برای دریافت خدمات غنی‌سازی آتی از کارخانه کنسرسیوم اورودیف واقع در تریکاستن موافقت کرد.
- ۱۹۷۷

آمریکا و ایران قراردادی برای مبادله فناوری هسته‌ای و همکاری در ایمنی هسته‌ای امضا کردند.
- ۱۹۷۷

ژان پیر فوکارد وزیر تجهیزات فرانسه برای مذاکره در مورد فروش شش رآکتور هسته‌ای به قیمت ۷ میلیارد دلار به ایران سفر کرد.
- ۱۹۷۷

فرانسه موافقت کرد که دو نیروگاه هسته‌ای ۹۰۰ مگاواتی به مبلغ دو میلیارد دلار برای ایران بسازد. قرار بود این نیروگاه‌ها در دارخوین، بر کرانه کارون و نزدیک اهواز ساخته شود.
- ۱۹۷۷

سازمان انرژی اتمی ایران دو میلیارد دلار به شرکت‌های فرانسوی فراماتوم، اسپی-باتینیول و آلستوم-آتلانتیک برای ساخت نیروگاه دارخوین پرداخت کرد.
- ۱۹۷۷

ایران و آمریکا مذاکرات برای همکاری هسته‌ای چند میلیارد دلاری را از سر گرفتند. ایران اعلام کرد که قصدی برای ساختن مرکز بازفرآوری ندارد.
- ۱۹۷۷

فرانسه با فروش دو نیروگاه هسته‌ای و تربیت ۳۵۰ کارشناس ایرانی موافقت کرد.
- ۱۹۷۷

ایران و فرانسه قرارداد خرید دو رآکتور را نهایی کردند.
- ۱۹۷۷

خبرگزاری پارس اعلام کرد که ایران و اتریش در زمینه دفن زباله هسته‌ای همکاری خواهند کرد.
- ۱۹۷۷

ایران نامه‌ای مشروط مبنی بر قصد خرید چهار رآکتور ۱۲۰۰ مگاواتی دیگر به شرکت کرافت‌ورک اونیون ارسال کرد.
- ۱۹۷۷

وزارت خارجه آمریکا در یادداشتی به رئیس‌جمهور جیمی کارتر پیشنهاد کرد که او در دیدار خود با شاه موضوع توافق دوجانبه هسته‌ای بین دو کشور را مطرح کند.
- ۱۹۷۷

دولت آلمان غربی مجوز فروش چهار رآکتور دیگر برای ایران را به شرکت کرافت‌ورک اونیون داد.
- ۱۹۷۸

وزارت انرژی آمریکا به «جفری ارکنز» مجوزی را برای فروش چهار دستگاه لیزری به ایران داد. در درخواست ارکنز گفته می‌شد که از این دستگاه‌ها در پژوهش مربوط به پلاسما استفاده خواهد شد. این دستگاه‌ها را ارکنز برای غنی‌سازی اورانیوم طرح کرده بود. وزارت انرژی به دلیل این‌که روش لیزری را دارای کارایی برای غنی‌سازی نمی‌دانست با صدور مجوز موافقت کرد.
- ۱۹۷۸

جیمی کارتر و شاه ایران به توافقی در مسایل حل نشده همکاری هسته‌ای بین دو کشور رسیدند. بر پایه این توافق ایران قبول کرد که ترتیبات ایمنی بیشتری را نسبت به آنچه آژانس بین‌المللی انرژی اتمی می‌خواهد بپذیرد. آمریکا نیز پذیرفت که در امور مربوط به بازفرآوری سوخت اتمی به ایران وضعیت «کاملةالوداد» اعطا کند.
- ۱۹۷۸

جیمی کارتر و شاه ایران به توافقی در برنامه فروش شش تا هشت رآکتور آب سبک به ایران، به شرط موافقت کنگره آمریکا، رسیدند.
- ۱۹۷۸

ایران و آمریکا توافقی را در مورد همکاری هسته‌ای امضا کردند.
- ۱۹۷۸

ایران و آمریکا در مورد متن نهایی توافق هسته‌ای به توافق نرسیدند.
- ۱۹۷۸

شاه خرید چهار رآکتور دیگر از کرافت‌ورک اونیون را به تعویق انداخت. اکبر اعتماد پس از اتهامات مربوط به سوء مدیریت و اختلاس استعفا کرد. دکتر احمد ستوده‌نیا جانشین او شد.
- ۱۹۷۸

روزنامه وال استریت جورنال گزارش داد که ایران گسترش برنامه هسته‌ای خود را برای تأمین مخارج برنامه‌های دیگر متوقف کرد.
- ۱۹۷۸ تلگرامی سری از سفارت آمریکا در ایران خطاب به وزارت خارجه آمریکا ارسال شد که در آن گفته می‌شد حال که وضع سیاسی ایران متزلزل است و مدیران قبلی سازمان انرژی اتمی اتهام اختلاس دارند، نباید کوشش در حل مسائل حل نشده قرارداد هسته‌ای با ایران کرد.
- ۱۹۷۸

جیمز شلسینگر وزیر انرژی آمریکا یادداشتی برای رئیس‌جمهور آمریکا فرستاد و در آن خواستار شد تا قرارداد هسته‌ای ایران به امضای رسمی رئیس‌جمهور برسد تا ظرف ۶۰ روز به کنگره آمریکا تسلیم شود.
- ۱۹۷۸

در سندی محرمانه از وزارت خارجه آمریکا گفته شده که آمریکا از کوشش‌های ایران برای گسترش پایه‌های انرژی غیرنفتی خود دلگرم شده‌است و امیدوار است که موافقتنامه انرژی هسته‌ای ایران و آمریکا بزودی به تصویب برسد و شرکت‌های آمریکایی بتوانند نقشی در پروژه‌های انرژی هسته‌ای ایران به عهده بگیرند. این موافقتنامه در ۱۰ ژوئن به تصویب اولیه دو کشور رسیده‌است و ناظر است بر صدور و انتقال تجهیزات و مواد مربوط به برنامه انرژی هسته‌ای ایران. یکی از نکات مهم این موافقتنامه نحوه موافقت آمریکا با روش برخورد به سوخت مصرف شده‌است. ایران خواستار «برخورد بدون تبعیض در این زمینه» است. موافقتنامه به رئیس‌جمهور آمریکا داده شده تا پس از تصویب او به کنگره ارسال شود. قرارداد دو جانبه ایران و آمریکا نخستین موافقتنامه هسته‌ای است که پس از تصویب قانون منع گسترش سال ۱۹۷۸ به کنگره آمریکا ارسال می‌شود.
- اواخر ۱۹۷۰

آمریکا اطلاعاتی به‌دست آورده که نشان می‌دهد شاه برنامه‌ای مخفی برای تولید سلاح هسته‌ای ترتیب داده است. همچنین به گفته اکبر اعتماد که تا اکتبر ۱۹۷۸ رئیس سازمان انرژی اتمی ایران بود، پژوهشگران مرکز تحقیقات هسته‌ای ایران سرگرم آزمایش‌هایی هستند که در بازفرآوری سوخت مصرف شده هسته‌ای کاربرد دارد.
- ۱۹۷۹

آمریکا، بخاطر انقلاب اسلامی در ایران، تحویل اورانیوم بسیار غنی‌شده را به این کشور متوقف کرد. ایران توافقنامه خود با کنسرسیوم اورودیف را لغو کرد و خواستار آن شد که وام یک میلیارد دلاری این کشور که برای تکمیل نیروگاه تریکاستن داده شده بود، بازپس داده شود. همچنین ایران پرداخت‌های خود به ارودیف را که برای خدمات غنی‌سازی اورانیوم از سال ۱۹۷۷ آغاز شده بود متوقف کرد.
- ۱۹۷۹

ایران معامله خود با فرانسوی‌ها برای ساختن یک نیروگاه برق هسته‌ای در دارخوین (نزدیک اهواز) را لغو کرد.
- ۱۹۷۹

اورودیف از ایران به دادگاه داوری اتاق بازرگانی بین‌المللی در پاریس شکایت کرد. این دادگاه رای به توقیف اموال و دارائی‌های ایران در اورودیف داد. ایران وامی را که در زمان شاه به ارودیف داده شده بود محکوم دانست.
- ۱۹۷۹

حداقل یک دهم (از نظر تُناژ) از تجهیزات لازم برای نیروگاه بوشهر قبل از توقف پروژه از آلمان غربی به ایران حمل شده‌است.
- ۱۹۷۹

شرکت کرافت‌ورک اونیون کار در نیروگاه بوشهر را متوقف کرده‌است و دولت آلمان غربی از دادن مجوز صدور به تجهیزات نیروگاه امتناع می‌کند.
- ۱۹۷۹

با خروج شاه از ایران کار بروری دو نیروگاه بوشهر هریک با ظرفیت ۱۲۹۳ مگاوات متوقف شده‌است و با وجود درخواست ایران برای ادامه کار، دولت آلمان اجازه صدور به تجهیزات را نمی‌دهد.
- ۱۹۷۹

مجله بررسی اقتصادی خاورمیانه گزارش می‌دهد که ایران به‌دنبال خرید یک رآکتور تحقیقاتی ۳۰ مگاواتی است.
- ۱۹۷۹

به ادعای روزنامه آبزرور چاپ لندن، ایران مخفیانه از نامیبیا اورانیوم می‌خرد. (گفته می‌شد که ایران ار ۱۹۷۶ قراردادی سری با آفریقای جنوبی برای خرید اورانیوم داشت که تا سال ۱۹۸۹ ادامه یافت)
- ۱۹۷۹

ایران قراردادهای شاه با فرانسه برای ساختن رآکتورهای هسته‌ای را باطل اعلام کرد.
- ۱۹۷۹

شرکت فرام‌آتوم فرانسه که از ماه اکتبر ۱۹۷۸ بدون دریافت مبلغی کار می‌کرد کار خود در ایران را تعطیل کرد. شرکت کرافت‌ورک اونیون نیز تمام کارکنان ایرانی خود را اخراج کرد.
- ۱۹۷۹

ایران کار ساختن دو نیروگاه فرانسوی را متوقف کرد. دو نیروگاهی که آلمان در ایران می‌سازد در مرحله پیشرفته‌تری نسبت به نیروگاه‌های فرانسوی قرار دارند و انتظار می‌رود که به موقع حاضر شوند.
- ۱۹۷۹

فریدون سحابی، معاون وقت وزارت نیرو و سرپرست سازمان انرژی اتمی ایران، اعلام کرده که این سازمان بخش مهمی از فعالیت‌های خود را کاهش خواهد داد. او گفت که کار ساخت دو نیروگاه که آلمان غربی در بوشهر می‌سازد به نیمه رسیده و ادامه خواهد یافت اگرچه همهٔ پروژه‌های نیروگاهی دیگر متوقف خواهد شد. او گفت که هیچ شخص خارجی‌ای در کلّیهٔ فعالیت‌های سازمان انرژی اتمی به‌کار گرفته نخواهد شد و کار اکتشاف و استخراج اورانیوم ادامه خواهد یافت.

## ژوئن
- (۶ ژوئن): شائول موفاز، معاون نخست وزیر و وزیر حمل و نقل اسرائیل تهدید کرد:«اگر ایران برنامه ساخت سلاح هسته‌ای خود را دنبال کند ما به آن حمله می کنیم.»وی گفته که این حمله در کنار آمریکا خواهد بود.برخی از مقامات دفاعی اسرائیل وی را متهم به سوئ استفاده از یک مسئله استراتژیک برای منافع شخصی خود کردند. ایران نیز ضمن شکایت به سازمان ملل گفت که صدها موشک اسرائیل را نشانه رفته است.در پی این تهدید قیمت نفت از ۱۳۹ دلار گذشت.[۱][۲][۳][۴]
- (۱۴ ژوئن): خاویر سولانا رئیس سیاست خارجی اتحادیه اروپا با بسته جدیدی از مشوق‌ها که آن را گشاده دستانه خواند وارد تهران شد. این دومین بسته ارائه شده از سوی اتحادیه اروپا در پرونده هسته‌ای ایران است. ایران پاسخ گویی را به بررسی آن در آتیه موکول کرد اما رسانه‌ها از شکست سفر سولانا به تهران و بررسی تحریم‌های بیشتر علیه ایران از جمله تحریم بانک ملی و تحریم در بخش انرژی در جریان اجلاس سران اتحادیه در بروکسل خبر دادند.[۵][۶]
- (۲۰ ژوئن): نیروی هوایی اسرائیل مانوری در یک مسیر ۱۵۰۰ کیلومتری که برابر با فاصله اسرائیل تا نطنز است اجرا کردند. هدف از این مانور آمادگی برای حمله به ایران در صورت لزوم اعلام شد.[۷]
- (۲۰ ژوئن):در اجلاس سران اتحادیه اروپا موضوع تحریم بخش انرژی ایران مد نظر قرار گرفت. اما گفته شد که در آتیه نزدیک اجرایی نخواهد شد.<ref>[http://www.bbc.co.uk/persian/iran/story/2008/06/080620_si-eubritain-sanctions.shtml اروپا تحری